# Фантом (фільм, 2011)
«Фантом» (англ. The Darkest Hour, дос. «найтемніший час») — американсько-російський науково-фантастичний бойовик 2011 року режисера Кріса Горака та продюсера Тимура Бекмамбетова. За сюжет, група людей, яка опинилась в Москві в розпал вторгнення іншопланетян, намагається вижити і дати відсіч нападнику. Головні ролі виконують Еміль Гірш, Макс Мінгелла, Олівія Тірлбі, Юель Кіннаман і Рейчел Тейлор. Фільм випущено 25 грудня 2011 у США. В Росії та Україні він вийшов на три дні раніше, 22 грудня. 

## Сюжет
Сюжет фільму розгортається у Москві. Два друга, Шон і Бен, приїжджають у столицю Росії, плануючи презентацію нового онлайн-сервісу, проте їх плани змінюються у зв'язку з крадіжкою їх ідеї, вони вирушають до нічного клубу, де знайомляться з двома американськими туристками Наталі й Енн. Їх веселощі перериваються несподіваним глобальним відключенням електрики і всіх електроприладів. Головні герої виходять на вулицю, де стають свідками прибуття інопланетян і загибелі перших жертв. Забігши назад у нічний клуб, вони бачать загибель безлічі інших людей і встигають сховатися в коморі, де проводять близько трьох діб. Коли запаси їжі підходять до кінця, американці вирішують вийти і починають шукати можливість повернутися додому.

## Ролі
- Еміль Гірш — Шон
- Олівія Тірлбі — Наталі
- Макс Мінгелла — Бен
- Рейчел Тейлор — Енн
- Юель Кіннаман — Скайлер
- Гоша Куценко — Матвій
- Вероніка Вернадська — Віка
- Дато Бахтадзе — Сергій

## Виробництво
Виробництво було призупинено на два тижні через надзвичайне забруднення повітря, викликане важким димом від диких пожеж навколо Москви в серпні 2010 року. Знімання повністю відновили через три тижні. Проте навіть після цих подій дим все ще змушував робити багато дублів.
Залучення Тимура Бекмамбетова, як продюсера, дало можливість використати Росію замість звичайних місць у США.
Фільм не показали заздалегідь для критиків Північної Америки.
Еміль Гірш і Макс Мінгелла стали дуже хорошими друзями на знімальному майданчику.
Знімальна команда складалася приблизно з 30 % американців і 70 % росіян.

## Критика
У прокаті фільм був фінансово успішним, касові збори склали удвічі більше його $30 млн бюджету.

## Український дубляж
Фільм дубльовано студією «Постмодерн» у 2011 році.
- Режисер дубляжу: Костянтин Лінартович
- Перекладач: Дмитро Тварковський
- Звукорежисер: Олександр Козярук
- Менеджер проєкту: Ірина Туловська
- Ролі дублювали: Андрій Федінчик, Анастасія Чумаченко, Станіслав Туловський, Катерина Башкіна, Дмитро Тварковський, Радмила Дмитрієнко, Віктор Данилюк, Михайло Тишин та інші.